# Mycetophila subcapitata
Mycetophila subcapitata är en tvåvingeart som beskrevs av Freeman 1954. Mycetophila subcapitata ingår i släktet Mycetophila och familjen svampmyggor. Inga underarter finns listade i Catalogue of Life.